# 朱利叶斯·卡钦
朱利叶斯·卡钦（英語：Julius Katchen，1926年8月15日—1969年4月29日），又译卡琴，美国钢琴家，以录制约翰内斯·勃拉姆斯的钢琴独奏作品而闻名。

## 生平
卡钦出生于新泽西州朗布兰奇，14岁之前，他跟随曾在莫斯科和华沙音乐学院任教的外祖父母斯韦特夫妇学习音乐。卡钦10岁时公开演奏莫扎特的D小调钢琴协奏曲。尤金·奥曼迪观看了他的演出，并邀请他与费城管弦乐团在纽约演出。
卡钦就读于哈弗福德学院，于1946年毕业，仅用了三年就获得了四年哲学学位。随后卡钦前往巴黎，作为美国代表参加第一届联合国教科文组织国际音乐节，与法国广播公司管弦乐团（Orchestre National de la Radiodiffusion Française）合作，演奏贝多芬的第五号钢琴协奏曲“皇帝” 。 1947年春，他在欧洲巡演，在罗马、威尼斯、那不勒斯、巴黎、伦敦和萨尔茨堡举办独奏会。此后，他定居在巴黎，他说：“在法国，钢琴学生积极地走到一起，甚至可以成为朋友。他们参加彼此的音乐会并喝彩。在美国，他们去听同事的演奏，但只是希望看到他折断脖子。”
1956年，他与阿莱特·帕图（Arlette Patoux）结婚。
在1960年代后期，卡钦与约瑟夫·苏克和斯塔克·亚诺什为迪卡唱片录制了勃拉姆斯三重奏。他还与苏克录制了三首小提琴奏鸣曲，与斯塔克录制了第二首大提琴奏鸣曲，但在他们录制第一首奏鸣曲之前就去世了。
1968年12月，卡钦参加了滚石在伦敦举办的为期两天的演出，演奏了两部作品（其中一部是德·法雅的火祭之舞）。有一张名为“滚石乐队摇滚马戏团”的节目DVD。他最后一次公开演出是1968年12月12日与伦敦交响乐团演出拉威尔的左手协奏曲。次年春天，他因癌症在巴黎的家中去世，享年42岁。
卡钦和他的妻子阿莱特热衷于收藏根付（一种起源于日本的微型雕塑）。

## 著名唱片
卡钦在迪卡唱片录制的6碟装勃拉姆斯钢琴独奏作品集备受推崇，被认为是勃拉姆斯钢琴音乐的最佳录音之一。
2016年，迪卡发行了一套36碟的完整唱片集。
卡欽是飛利浦古典《20世紀偉大鋼琴家》所收錄的鋼琴演奏家。
卡欽其他的錄音作品尚有：
- Argenta, Ataúlfo. Kertész, István.  (CD). The Art of Julius Katchen Vol. 4. Decca Music Group Ltd. 2004. Barcode 028946083123.